# Son-mjong Mun
Son-mjong Mun (anglický přepis: Sun Myung Moon, korejsky 문선명, Mun Son-mjong, anglický přepis: Mun Seon-myeong) známý též jako reverend Moon (25. února 1920 Čongdžu – 3. září 2012 okres Kapchjong, Jižní Korea) byl Korejec žijící v USA, antikomunista a zakladatel synkretistického nového náboženského hnutí Církev sjednocení.
V roce 1940 zahájil svoji náboženskou činnost nejprve v Severní a poté i v Jižní Koreji, v 50. letech též v USA a Japonsku a od 60. let celosvětově. Veřejně začal kázat v Pchjongjangu. Kvůli svému náboženskému a též silně antikomunistickému smýšlení byl několikrát uvězněn. Stal se známým díky pořádání obřadů požehnání (od roku 1960), zvaných též „hromadné svatby“. Roku 1982 založil deník The Washington Times. Šlo o jednoho z nejvíce kontroverzních náboženských vedoucích současnosti, který čelil široké vlně kritiky.

## Biografie

### Raná léta
Narodil se do rodiny farmáře ve vesnici Sangsa-ri(상사리, 上思里), okrsek Deogun-myun (덕언면, 德彦面), oblast Jeongju-gun (정주군, 定州郡), provincie Severní Pchjŏngan (평안북도, 平安北道). Rodina uznávala konfuciánskou tradici a v roce 1931 přešla na křesťanství, které v té době zažívalo v Koreji překvapivý rozvoj. Po smrti mladšího bratra a sestry formuloval základy svého přesvědčení: "Bůh je rodič, který se trápí nad ztrátou lidstva". Dle jeho slov se mu 17. dubna 1935 v modlitbě zjevil Ježíš a požádal ho o pokračování v jeho misi.
Na jaře 1938 dokončil střední školu, chtěl se dále stát učitelem, ale kvůli barvosleposti nebyl přijat a dále studoval elektrotechniku. Za druhé světové války vystudoval elektroinženýrství na Univerzitě Waseda v Tokiu, stal se vůdcem tamní studentské skupiny. Od roku 1940 začíná svou náboženskou činnost, koncem listopadu 1944 byl zatčen Japonskou koloniální policií, uvězněn a mučen přes 2 měsíce.
Roku 1943 se oženil s Čcho Sun-kil z rodiny konzervativních presbyteriánů a o rok později začíná získávat první následovníky. Po ukončení II. světové války a kapitulaci Japonska byl zatčen a krátce uvězněn v Severní Koreji za použití tehdy v Severní Koreji již neplatných jihokorejských peněz. V roce 1946 strávil několik měsíců v (křesťanské) Izraelské Ježíšově církvi. 5. června téhož roku odjel kázat do tehdy již komunistické Severní Koreje, hranice pak byla komunisty uzavřena. S manželkou se neviděli dalších 6 let.
V severní Koreji byl za své učení pronásledován jak komunisty pro křesťanskou povahu učení, tak křesťanskými církvemi pro kacířskou povahu svých myšlenek. Za „protistátní“ činnost byl nakonec zatčen a uvězněn. 7. dubna 1948 se konal soudní proces za účasti komunistické policie označený jako soud nad „Ježíšem, který sestoupil na oblacích, aby spasil lid“ a Mun byl odsouzen na 5 let jako politický vězeň do pracovního tábora v Hung-Nam. 25. června 1950 začala korejská válka. 14. října 1950 se po rozsáhlém bombardování a rozkladu severokorejské infrastruktury dostal na svobodu. Strávil 40 dní v dočasně osvobozeném Pchjongjangu. 3. ledna 1951, po stažení vojsk OSN ze Soulu jako jeden z posledních běženců spolu s Won-Pchil Kimem a Čong-hwa Pakem překročil hranici mezi Severní a Jižní Koreou.
V Pusanu, kde skončila většina běženců, založil skromnou církev a začal sepisovat svá učení - Princip, který dokončil 10. května 1952. V listopadu 1952 nalezl svou manželku Čcho Sun-kil, avšak po neshodách a nespokojenosti s Munovou činností došlo v roce 1953 z její strany k rozchodu a v roce 1958 se nechala oficiálně rozvést.
V roce 1953 se rozhodl, že jeho rodné jméno Mun Jong-Mjong není vhodné pro křesťanského misionáře a změnil své jméno na Mun Son-Mjong. Významy jména v zápisu korejským a čínským písmem je následující: Jong znamená v korejské řeči draka, který mohl být křesťany zaměněn s hadem, Mun (문, 文) znamená svět nebo literaturu, znak son (선, 鮮) je složen z ryby a ovce a znamená čerstvý, mjong (명, 明) je složen ze znaků slunce a měsíc a znamená jasný. V angličtině se pak slunce a měsíc vyskytuje v anglickém přepisu jména Sun Myung Moon. Mun sám označil své jméno za „prorocké“.
V roce 1954 registroval svou rostoucí církev pod názvem Společenství Ducha Svatého pro sjednocení světového křesťanství zvanou též Církev sjednocení.

### Budování církve
Odstavce Budování církve, Působení v USA a Mezinárodní činnost vycházejí z následujících zdrojů: Biography, Who-Is
V roce 1955 byl opět uvězněn a obviněn z promiskuity, ale po třech měsících byl propuštěn a zproštěn viny. Později téhož roku byl falešně obviněn z dezerce, přestože v rozhodné době byl ve vězení v Hung nam. Tyto kauzy provázela skandalizace v médiích. Profesoři a studenti, kteří se v této době připojili k církvi, byli vyloučeni z univerzit.
V letech 1958-1959 poslal první misionáře do USA a Japonska. Roku 1960 se oženil s Hak-ča Han Mun a vytvořil tradici požehnání do manželství. Roku 1965 Uspořádal první světové turné ve 40 národech a v roce 1965 založil jako první z mnoha organizací Mezinárodní federaci pro vítězství nad komunismem (International Federation for Victory Over Communism - IFVOC), činné převážně v USA, Asii a Latinské Americe.

### Působení v USA
V roce 1971 rozšířil své působení do Spojených států. Během jednoho roku uspořádal turné v 7 městech a do roku 1972 ustanovil svou církev ve všech 50 státech a získal tisíce následovníků, převážně mladých lidí. Roku 1974 pak promluvil k přeplněné Madison Square Garden v New Yorku (25000 lidí). Pak následovala další řečnická turné po USA.
Dále v roce 1974, v době aféry Watergate se setkal s prezidentem USA, Richardem Nixonem aby mu vyjádřil podporu a veřejně nabádal lidi, aby „odpustili, milovali a sjednotili se“ s prezidentem Nixonem, který dle reverenda Muna bránil komunismu v dalším šíření. Kvůli tomu se reverend Mun a Církev sjednocení stali snadným terčem médií. Následovala obvinění z vymývání mozků (brainwashing) a hypnotismu, reverend Mun byl dokonce považován za agenta cizí vlády.
Roku 1975 poslal misionáře Církve sjednocení do 120 zemí a posunul tak hnutí na mezinárodní úroveň, uspořádal shromáždění 1,2 milionu lidí na ostrově Jojido v Soulu s názvem „Ochrana domoviny“, kde vystoupil proti komunismu a v témže roce založil UTS (Unification Theological Seminary). V roce 1976 uspořádal setkání 300.000 lidí u Washingtonského monumentu s názvem „Boží naděje pro Ameriku“. V roce 1982 založil deník The Washington Times, který se tak stal jedinou konkurencí místnímu liberálnímu tisku.
V roce 1982 byl po prověřování vládní agenturou IRS (daňový úřad) reverend Mun odsouzen za spiknutí a za daňový únik v celkové hodnotě menší než 8000 USD a odsouzen na 18 měsíců do federální věznice, což bylo členy hnutí považováno za náboženskou diskriminaci a pokus vlády o vyhoštění z USA. Americký novinář Carlton Sherwood, držitel Pulitzerovy ceny, ve své knize Inkvizice (Inquisition) uvedl, že odsouzení reverenda Muna bylo hodnoceno mnoha americkými protestantskými pastory jako urážka náboženské svobody.

### Mezinárodní činnost
V roce 1990 uspořádal konferenci v Moskvě, kde se setkal s Michailem Gorbačovem a v ruském celonárodním televizním vysílání předal své poselství. V roce 1991 riskoval svůj život, navštívil Severní Koreu a setkal se s Kim Ir-senem, kde jasně prohlásil, že severokorejská ideologie Čučche je mylná.
Roku 1992 založil Federaci žen za světový mír (WFWP - Women's Federation for World Peace), která zdůrazňuje úlohu ženy ve společnosti. Jeho manželka Hak-ča Han Mun, matka 14 dětí, se stala prezidentkou této federace a pořádala několik světových turné. Roku 1996 vyhlásil, že čas církve skončil a založil Federaci rodin za světový mír (FFWP - Family Federation for World Peace), která zdůrazňuje úlohu rodiny ve společnosti a organizačně nahradila Církev sjednocení. V roce 1999 založil Mezinárodní a mezináboženskou federaci za mír ve světě (IIFWP - International and Interreligious Federation for World Peace), která zdůrazňuje úlohu náboženství ve společnosti. V roce 2001 v reakci na události z 11. září zorganizoval konference zaměřené na řešení konfliktů mezi náboženstvími a v roce 2003 pak stál u zrodu MEPI (Middle East Peace initiative), která usiluje o mírové řešení konfliktu na středním východě. V roce 2005 založil Univerzální federaci míru (UPF - Universal Peace Federation), jejímž cílem je podpořit mírotvornou práci OSN. V témže roce vyhlásil podporu projektu tunelu pod Beringovou úžinou, který navazuje na vizi mezinárodní dálnice. Pod záštitou UPF přednesl spolu se svými dětmi a vnoučaty v období 2005-2006 mírová poselství ve 120 zemích v sérii řečnických turné.

### Závěr života
V dubnu 2008, ve věku 88 let uvedl svého nejstaršího syna Hjung-džin Muna jako nového vedoucího Církve sjednocení a Hnutí sjednocení slovy: „Doufám že mu všichni pomohou v tom, aby naplnil svou odpovědnost jako nástupce Pravých rodičů.“
19. července 2008 společně s dalšími pasažéry unikl vážným zraněním při havárii helikoptéry v Jižní Koreji poblíž Soulu. Nikdo nebyl vážněji zraněn. Vrtulník Sikorsky S-92 náhle vletěl do nepříznivého počasí a pokusil se o nouzové přistání. Krátce poté, co pasažéři vrtulník bezpečně opustili, se vrtulník vzňal a shořel.
Zemřel 3. září 2012 ve věku 92 let v komplexu své náboženské společnosti nedaleko Soulu. Podle jeho spolupracovníků byl příčinou úmrtí komplikovaný zápal plic.

### Autobiografie a literatura
V roce 2009 vydala nadace The Washington Times Foundation jeho autobiografii s názvem As a Peace-Loving Global Citizen (korejsky: 평화 를 사랑 하는 세계인 으로) překladem z korejského originálu, který vydalo Gimm-Young Publishers v dubnu téhož roku v Koreji. Česky kniha vyšla v roce 2010 pod názvem Na cestě ke světu míru, lásky a harmonie.
V roce 2009 byl jeho život použit českou spisovatelkou Evou Kantůrkovou jako námět a duchovní rozměr románu Doteky. V části románu o proplétajících se osudech dvou lidí popisuje příběh reverenda Muna narozeného v severozápadní Koreji, kterému se 17. dubna 1935 zjevil Ježíš a požádal ho o převzetí jeho nedokončené mise. Ten se pak rozhodne vytvořit Boží království pomocí systému zbožných rodin a hromadných svateb.

## Rodina
Mun má se svou manželkou Hak-ča Han 14 dětí:
- dcera Yejin, *11. prosince 1960
- syn Hjo Džin (anglicky: Hyo Jin), hudebník, *3. prosince 1961, †17. dubna 2008 zástava srdce
- dcera Hae Jin *27. června 1964, † 4. srpna 1964
- dcera In Jin, *18. června 1965
- syn Hung Džin (anglicky: Heung Jin) (korejsky: 문흥진), *23. října 1966, †3. ledna 1984 autonehoda
- dcera Un Jin, *23. listopadu 1967
- syn Hyun Jin „Preston“, *10. dubna 1969
- syn Kook Jin „Justin“, *14. června 1970
- syn Kwon Jin, *20. ledna1975
- dcera Sun Jin, *15. června 1976
- syn Young Jin, *17. května 1978, †27. října 1999 nevyjasněno
- syn Hjong Džin (anglicky: Hyung Jin), *6. srpna 1979
- dcera Yeon Jin, *3. ledna 1981
- dcera Jeung Jin, *14. června 1982

## Učení
Základy jeho učení jsou obsahem knihy Boží Princip, uspořádaný do systematické teologie v kapitolách „Princip Stvoření“, „Pád Člověka“ a „Historie Obnovení“.
Základní části Božího Principu byly poprvé nadiktovány a zaznamenány v letech 1952-53. Skládá se z Munova chápání Bible a židovsko-křesťanské historie a obsahuje prvky konfucianismu.
Jeden z klíčových konceptů Božího Principu zakládá Mun na Knize Genesis 1:28, kde pojímá boží přikázání „Ploďte se a rozmnožujte se, a naplňte zemi, a podmaňte ji, a panujte nad rybami mořskými, ...“ jako „Tři požehnání“ která reprezentují Boží přikázání všem lidem:
- Dospět jak tělesně, tak duševně, kde duch žije ve vzájemném vztahu s Bohem a pro druhé.
- Vytvořit ideální rodinu a rozšířit tento vzor na všechny úrovně společnosti ve vzájemném vztahu s Bohem.
- Odpovědně pečovat o Zemi, přírodu a životní prostředí a žít radostný život ve fyzickém světě jako přípravu na život ve světě duchovním.

## Kontroverze

### Daňový únik
V roce 1983 byl prověřován vládní agenturou IRS (daňový úřad) a byl obžalován za daňový únik v celkové hodnotě 7300 dolarů. V době vynesení rozsudku pobýval v Jižní Koreji, přesto zvolil návrat do USA a, ačkoliv před soudem popřel svou vinu, byl odsouzen na 18 měsíců do federální věznice.[zdroj?]
Stal se prvním cizincem, který byl odsouzen za tak nízkou částku ve svém prvním daňovém přiznání.[zdroj?] Členové hnutí upozorňují, že ve stejné době bylo souzeno několik dalších osob za daňové úniky nebo podvody (např. Geraldine Ferraro dostal pokutu 53 459 dolarů, George Bush 198 tisíc dolarů za daňový únik a E.F. Hutton & co. byli obviněni z podvodu na bankách ve výši 8 milionů dolarů - trestem náhrada škody a pokuta 2,75 milionu dolarů) a nikdo nebyl uvězněn.
V následujícím roce se konaly masové protesty náboženských vedoucích, vedených reverendem Deanem Kelleym, neboť rozhodnutí vlády považovali za útok na náboženskou svobodu. Později v témže roce jeden z podvýborů senátu uveřejnil zprávu, která uvádí: „Spíše než spravedlnost se prosadila nespravedlnost.“ Po třinácti měsících vězení byl 20. srpna 1985 propuštěn.

### Rozvod v rodině
Nansun Hong, jeho bývalá snacha a manželka Hjo Džin Muna, která o jeho učení napsala kritickou knihu In the Shadow of the Moons, v rozhovoru pro deník Time v roce 1998 řekla:
„On a jeho žena jsou nazýváni Pravou Rodinou. Rev. Moon je Pravý Otec. Jeho žena je Pravá Matka. A měli by být perfektní rodinou. ... Rev. Mun tvrdí, že stvořil ideální rodinu a dokončil tím svoji misi, a když jsem ukázala, že jeho rodina je stejně dysfunkční - možná víc - než ostatní rodiny, jeho učení se rozpadá. .... Hlavně jsem se začala ptát, jestli je Rev. Mun mesiáš. Byl velmi neférový člověk. Neviděla jsem, že by z něho šel respekt nebo láska. Jeho vztahy s rodinou a dětmi. Nebyl dobrým otcem. Můj bývalý manžel je na něj stále naštvaný, že s ním nebyl, když vyrůstal. Mun měl výmluvu - pořád obviňuje ostatní. Sama rodina nemá k lidem žádný respekt. Tohle nejsou lidé, které si představuji jako věřící.“

### Kontroverze pojmenování
Vzhledem k malé znalosti korejštiny v západním světě a pod vlivem angličtiny mohl vznikat dojem, že jméno zakladatele Hnutí sjednocení Son-mjong Muna (anglicky "Sun Myung Moon") má etymologickou souvislost s Měsícem (anglicky "Moon") a se Sluncem (anglicky "Sun"). Jeho rodné jméno bylo původně 'Moon Yong Myung'. V březnu 1953 si jej pozměnil, protože výraz 'Yong' v korejštině znamená 'drak', a měl obavy, že by mohlo být některými lidmi interpretováno i jako 'had', 'ďábel' a 'antikrist'. Usoudil, že takové jméno není vhodné pro křesťanského evangelíka a kazatele. Jméno 'Yong' je přitom běžné jméno v Koreji a dává se z tradice jako ochrana před zlými duchy v konfucianismu aj. Výraz 'Moon (문, 文)' znamená 'slovo' nebo 'literatura', zatímco znak 'Sun (선, 鮮)', je tvořeno ze znaku 'ryby' a 'ovečky' (symboly Křesťanství), a dohromady znamená 'svěžest či 'čerstvost'. Znak 'Myung (명, 明)', tvořený spolu se znaky pro 'Sun (선, 鮮)' a 'Moon (문, 文)', znamená 'jasnost, srozumitelnost, pochopitelnost, živost'. Dohromady, 'Sun-Myung' znamená 'udělat zjevné/jasné'. Celková podoba jména zakladatele hnutí po svém změnění znamená 'slovo udělat jasné'. Sám Mun jednou vysvětlil, že 'Moon' znamená 'pravda', 'Sun' znamená 'vyjevit se jasně' a 'Myung' kombinuje znaky pro 'Sun' a 'Moon'. Podle svého vlastního tvrzení tedy jméno Sun Myung Moon lze do češtiny vyložit jako "jasně zjevená pravda"